# Argiope (Gattung)
Argiope ist eine Gattung aus der Familie der Echten Radnetzspinnen (Araneidae) mit beinahe weltweiter Verbreitung und umfasst 81 Arten. (Stand: August 2016)

## Verbreitung
Arten der Gattung Argiope sind beinahe weltweit verbreitet, wobei die meisten Arten in den Tropen leben. Mannigfaltigkeitszentrum für die Gattung ist die indomalayische Region Südostasiens und Neuguinea, mit 44 Arten. Vom australischen Festland sind 15 Arten bekannt. In den afrikanischen Tropen (äthiopische Region) leben 11 Arten, in Amerika 7. Die Fauna der Paläarktis umfasst 13 Arten, von denen 9 auf die ostasiatischen Subtropen beschränkt bleiben. Wenige Arten sind weit verbreitet, Argiope bruennichi von Europa bis Japan, Argiope lobata von Europa bis Java. Argiope trifasciata kommt in Nord- und Südamerika, Hawaii, Australien, der Mittelmeerregion, großen Teilen Asiens und in Afrika vor.
In Europa kommen drei weit verbreitete Arten vor:
- Argiope bruennichi (Scopoli, 1772), die Wespenspinne – fast ganz Europa, ohne Irland. (Syn.: Argiope acuminata Franganillo, 1920)
- Argiope lobata (Pallas, 1772) – Mittelmeer- und Schwarzmeerregion.
- Argiope trifasciata (Forsskal, 1775) – zerstreut in der südlichen Mittelmeerregion.

## Merkmale
Argiope unterscheidet sich von anderen Gattungen der Echten Radnetzspinnen in der Gestalt und Anordnung der Augen. Bei den Echten Radnetzspinnen sind die acht Augen in zwei Reihen zu je vier angeordnet. Bei Argiope ist die hintere (posteriore) Augenreihe bei Ansicht von oben nach vorn gebogen. Die hinteren Augen differieren dabei auch strukturell: das Tapetum ist zu einem Band reduziert, die inneren Rhabdome der Augen besitzen kein Tapetum. Beide Paare Seitenaugen sitzen auf einem Vorsprung, die vorderen Seitenaugen auf dessen Vorderseite, so dass sie bei Ansicht genau von oben nicht erkennbar sind. Das Prosoma ist relativ breit, oft beinahe kreisförmig, der die Augen tragende vordere Teil im Verhältnis klein und schmal. Sein Carapax trägt normalerweise zwei kommaförmige Einsenkungen. Bei fast allen Arten ist er von einer feinen, silbrigen oder weißen, anliegenden Behaarung bedeckt. Von den relativ langen Beinpaaren sind das erste und zweite nahezu gleich lang (das erste ein wenig länger), das vierte etwas, das dritte deutlich kürzer als diese. Der Hinterleib (Opisthosoma) ist manchmal zylindrisch, oft ist er ungewöhnlich geformt, er kann abgeplattet oder fünfeckig sein, bei manchen Arten trägt er an den Seiten zusätzlich lappenartige Auswüchse. Fast immer ist er leuchtend gefärbt, oben oft silbrigweiß oder goldgelb mit abgesetzten schwarzen Streifen, auf der Unterseite oft schwarz mit zwei weißen Längsbändern. Einige Arten können willkürlich und spontan die Farbe ändern, wenn sie vor Räubern aus dem Netz flüchten.
Die Epigyne der Weibchen besitzt normalerweise ein Paar Einsenkungen mit den Öffnungen an deren Grund, die mittig durch ein Septum getrennt sind, dieses ist of nach hinten hin plattenartig verbreitert (ein Septum fehlt z. B. bei der Wespenspinne). Ein Scapus, wie bei den meisten Echten Radnetzspinnen, fehlt. Der männliche Bulbus ist komplex gebaut. Er besitzt einen langen Embolus mit großem Konduktor und eine kleine, mediane Apophyse.
Die sehr ähnlichen Gattungen Gea und Neogea, die gemeinsam mit Argiope die Unterfamilie Argiopinae bilden, unterscheiden sich von ihr durch die Anordnung der Augen: Bei Argiope liegen die hinteren Mittelaugen näher beieinander als jeweils zu den hinteren Seitenaugen. Bei den anderen Gattungen sind sie gleich weit entfernt. Diese beiden Gattungen kommen jedoch nur in Australien und der pazifischen Region vor (eine Gea-Art auch in Amerika, möglicherweise hier eingeschleppt).
Bei allen Arten sind die Männchen kleiner und oft weitaus kleiner als die Weibchen. Meist ist auch die Färbung verschieden, sodass es nicht leicht ist, beide Geschlechter einer Art zuzuordnen.

## Lebensweise und Netzbau
Alle Arten bauen Radnetze, meist sitzen sie in deren Mitte, wobei der Kopf nach unten weist. Sie sind tagaktiv. Weibchen legen ihre Eier in Eisäckchen festgesponnen in der Vegetation in der Nähe ihres Radnetzes ab, die manchmal artspezifische Form aufweisen.
Viele Argiope-Arten bauen Netze, die zusätzlich zum normalen Aufbau mit Fangspirale noch auffallend weiß gefärbte Streifen aufweisen, die „Stabiliment“ genannt werden. Die Anzahl und Anordnung der Stabilimente ist zwischen den Arten verschieden, aber dabei hochgradig variabel, einige Arten bauen je nach Umständen Netze mit oder ohne Stabiliment, oder deren Form wechselt zwischen Jungtieren und Adulti. Viele Arten bauen zwei Streifen in einem fortlaufenden Band, andere vier davon, die dann eine x-förmige Struktur ergeben. Stabilimente bestehen meist aus breiten, zickzackförmig angeordneten Seidenbändern, mit oder ohne eine plattenförmige Verbreiterung in der Nabe des Netzes. Über die Funktion der Stabilimente besteht seit Jahrzehnten eine wissenschaftliche Kontroverse. Die wichtigsten Hypothesen zu ihrer Funktion sind: a) mechanische Netzverstärkungen, b) Strukturen, die den Körperumriss der Spinne im Netzzentrum auflösen und sie so gegen optisch jagende Prädatoren schützen, c) Sonnensegel, die das Tier gegen Überhitzung schützen, d) Hilfskonstruktionen beim Beutefang, die speziell durch UV-Reflexion blütenbesuchende Insekten anlocken können e) optische Leiteinrichtungen, die das Radnetz für Vögel besser sichtbat machen und so Beschädigungen durch Hineinfliegen verhindern sollen. Einige Arachnologen bestreiten aber auch jegliche bisher vorgeschlagene Funktion. Obwohl Stabilimente als besonders typisch für Argiope gelten, kommen sie auch bei anderen radnetzbauenden Spinnen, etwa der Familien Uloboridae und Tetragnathidae vor.

## Sexueller Kannibalismus
Argiope-Arten sind bekannt für sexuellen Kannibalismus. Die viel kleineren Männchen werden sehr häufig vom Weibchen, während oder im Anschluss an die Kopulation, als Beute behandelt und verspeist. Obwohl vorgeschlagen worden ist, dass dies für die Männchen unter Umständen auch evolutiv vorteilhaft sein könnte, weil das besser ernährte Weibchen mehr Nachkommen produzieren könnte, wird es allgemein für die Männchen als nachteilig angesehen. Auch der Größenunterschied selbst wurde so schon als aus sexueller Selektion resultierender Vorteil interpretiert. Männchen versuchen durch vorsichtige Annäherung und rechtzeitige Flucht Attacken des Weibchens zu entgehen. Bei der Art Argiope aurantia wurden mehr als 80 Prozent der Männchen während der Paarung vom Weibchen attackiert. Erfolgreich waren vor allem Attacken, wenn das Männchen schon seinen Bulbus in die weibliche Epigyne eingeführt hatte. Fast alle Männchen, die die erste Begattung überlebten, versuchten unmittelbar danach eine zweite. Bei den bisher untersuchten Arten scheinen die Männchen eine zweite Kopulation nie zu überleben. Wenn sie nicht gefressen werden, sterben sie zeitnah. Der Embolus (ein Teil des Bulbus) des Männchens bricht regelmäßig an einer vorgebildeten Bruchstelle ab und bleibt in der Epigyne des Weibchens stecken; möglicherweise erschwert es damit anderen, später kommenden Männchen die Paarung. In einigen Fällen ermöglichten es erst diese Emboli, Männchen und Weibchen bestimmter Arten einander zuzuordnen.

## Systematik

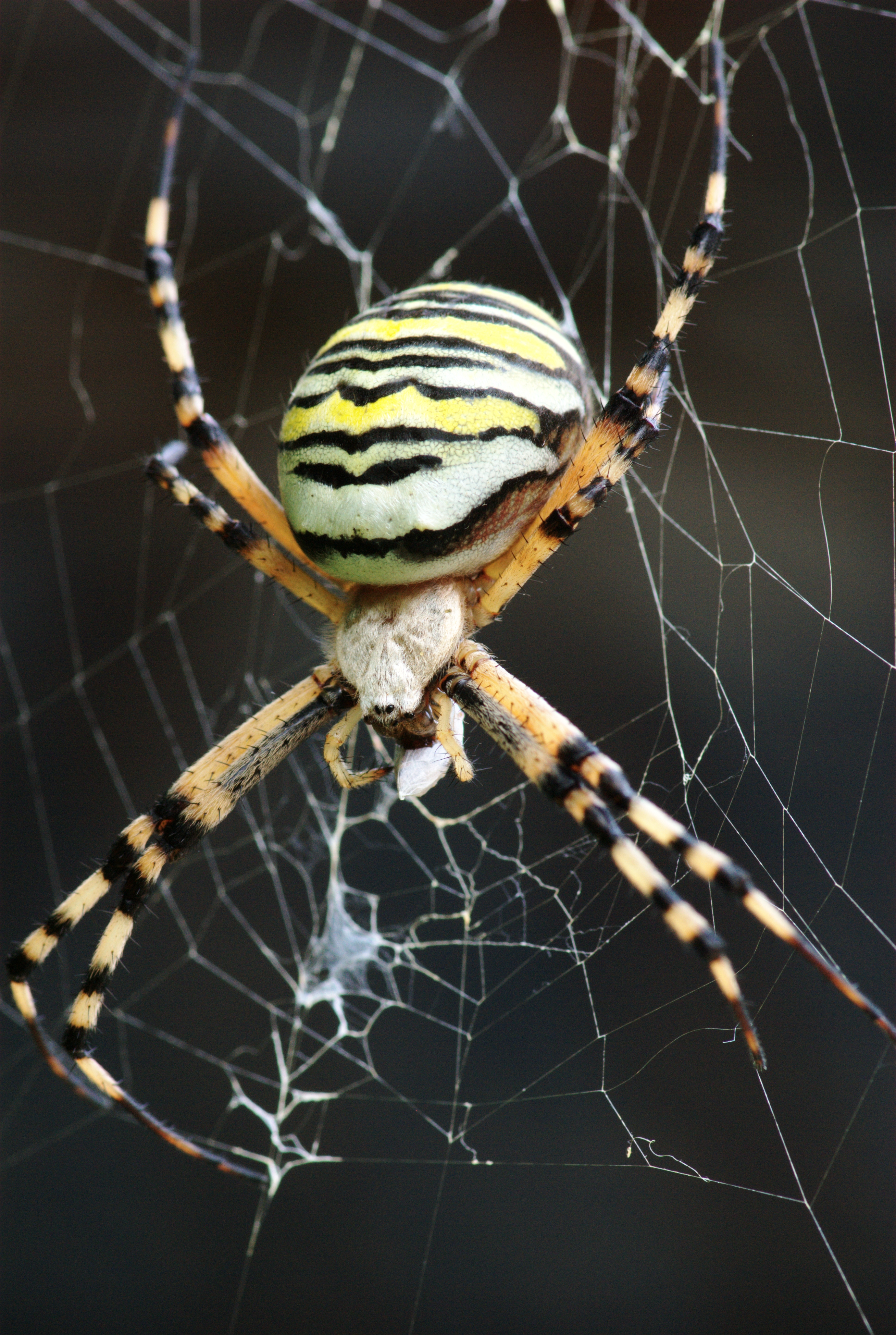
Argiope bruennichi, Weibchen

### Taxonomie
Der Gattungsname wurde von Victor Audouin ursprünglich Argyope geschrieben, die Originalschreibweise wurde später durch einen Beschluss der ICZN unterdrückt. Typusart der Gattung ist Argiope lobata. Die Aufteilung der Gattung in die Gattungen Austrargiope, Chaetargiope, Coganargiope, und Heterargiope durch den japanischen Arachnologen Kyukichi Kishida hat sich nicht durchgesetzt. Ein weiteres Synonym ist Brachygea Caporiacco, 1947.

### Phylogenie
Gemeinsam mit den Gattungen Gea und Neogea bildet Argiope die Unterfamilie Argiopinae (diese war von früheren Taxonomen, insbesondere Eugène Simon, erheblich weiter gefasst worden). Nach einer Analyse morphologischer Merkmale ist die Unterfamilie monophyletisch, ihre Schwestergruppe könnte danach die Unterfamilie Cyrtophorinae sein. Eine phylogenomische Analyse der Verwandtschaftsverhältnisse der Argiopinae anhand des Vergleichs homologer DNA-Sequenzen bestätigte im Wesentlichen frühere Ergebnisse, allerdings erwies sich die Gattung Argiope gegenüber Gea und Neogea als paraphyletisch (dies war bereits früher im Prinzip von Herbert Levi vermutet worden, der aber eine Aufspaltung der markanten Gattung Argiope vermeiden wollte). Die Analyse bestätigte weder einen evolutionären Trend bezüglich der Körpergröße innerhalb der Gattung, noch einen solchen bezogen auf den Größen-Dimorphismus zwischen Männchen und Weibchen.

### Arten
Der World Spider Catalog listet für die Gattung Argiope aktuell 81 Arten. (Stand: August 2016)
- Argiope aemula (Walckenaer, 1841)
- Argiope aetherea (Walckenaer, 1841)
- Argiope aetheroides Yin et al., 1989
- Argiope ahngeri Spassky, 1932
- Argiope amoena L. Koch, 1878
- Argiope anasuja Thorell, 1887
- Argiope anomalopalpis Bjørn, 1997
- Argiope appensa (Walckenaer, 1841)
- Argiope argentata (Fabricius, 1775)
- Argiope aurantia Lucas, 1833
- Argiope aurocincta Pocock, 1898
- Argiope australis (Walckenaer, 1805)
- Argiope bivittigera Strand, 1911
- Argiope blanda O. Pickard-Cambridge, 1898
- Argiope boesenbergi Levi, 1983
- Argiope bougainvilla (Walckenaer, 1847)
- Argiope bruennichi (Scopoli, 1772)
- Argiope brunnescentia Strand, 1911
- Argiope buehleri Schenkel, 1944
- Argiope bullocki Rainbow, 1908
- Argiope caesarea Thorell, 1897
- Argiope caledonia Levi, 1983
- Argiope cameloides Zhu & Song, 1994
- Argiope catenulata (Doleschall, 1859)
- Argiope chloreis Thorell, 1877
- Argiope comorica Bjørn, 1997
- Argiope coquereli (Vinson, 1863)
- Argiope dang Jäger & Praxaysombath, 2009
- Argiope dietrichae Levi, 1983
- Argiope doboensis Strand, 1911
- Argiope doleschalli Thorell, 1873
- Argiope ericae Levi, 2004
- Argiope flavipalpis (Lucas, 1858)
- Argiope florida Chamberlin & Ivie, 1944
- Argiope halmaherensis Strand, 1907
- Argiope hinderlichi Jäger, 2012
- Argiope intricata Simon, 1877
- Argiope jinghongensis Yin, Peng & Wang, 1994
- Argiope kaingang Corronca & Rodríguez-Artigas, 2015
- Argiope katherina Levi, 1983
- Argiope keyserlingi Karsch, 1878
- Argiope kochi Levi, 1983
- Argiope legionis Motta & Levi, 2009
- Argiope levii Bjørn, 1997
- Argiope lobata (Pallas, 1772)
- Argiope luzona (Walckenaer, 1841)
- Argiope macrochoera Thorell, 1891
- Argiope madang Levi, 1984
- Argiope magnifica L. Koch, 1871
- Argiope mangal Koh, 1991
- Argiope manila Levi, 1983
- Argiope mascordi Levi, 1983
- Argiope minuta Karsch, 1879
- Argiope modesta Thorell, 1881
- Argiope niasensis Strand, 1907
- Argiope ocula Fox, 1938
- Argiope ocyaloides L. Koch, 1871
- Argiope pentagona L. Koch, 1871
- Argiope perforata Schenkel, 1963
- Argiope picta L. Koch, 1871
- Argiope pictula Strand, 1911
- Argiope ponape Levi, 1983
- Argiope possoica Merian, 1911
- Argiope probata Rainbow, 1916
- Argiope protensa L. Koch, 1872
- Argiope pulchella Thorell, 1881
- Argiope pulchelloides Yin et al., 1989
- Argiope radon Levi, 1983
- Argiope ranomafanensis Bjørn, 1997
- Argiope reinwardti (Doleschall, 1859)
  - Argiope reinwardti reinwardti (Doleschall, 1859)
  - Argiope reinwardti sumatrana (Hasselt, 1882)
- Argiope sapoa Barrion & Litsinger, 1995
- Argiope sector (Forsskål, 1776)
- Argiope squallica Strand, 1915
- Argiope submaronica Strand, 1916
- Argiope takum Chrysanthus, 1971
- Argiope tapinolobata Bjørn, 1997
- Argiope taprobanica Thorell, 1887
- Argiope trifasciata (Forsskål, 1775)
  - Argiope trifasciata deserticola Simon, 1906
  - Argiope trifasciata kauaiensis Simon, 1900
  - Argiope trifasciata trifasciata (Forsskål, 1775)
- Argiope truk Levi, 1983
- Argiope versicolor (Doleschall, 1859)
- Argiope vietnamensis Ono, 2010